# Ізілі
Ізілі (італ. Isili, сард. Ìsili) — муніципалітет в Італії, у регіоні Сардинія,  провінція Кальярі.
Ізілі розташоване на відстані близько 370 км на південний захід від Рима, 60 км на північ від Кальярі.
Населення — 2801 особа (2014).
Щорічний фестиваль відбувається 30 жовтня. Покровитель — San Saturnino.

## Демографія
Населення за роками:

Станом на 1 січня 2023 року в муніципалітеті офіційно проживав 51 іноземець з 17 країн, серед них 22 громадяни країн Євросоюзу.

## Сусідні муніципалітети
- Джерджеї
- Джестурі
- Лаконі
- Нурагус
- Нураллао
- Нуррі
- Серрі
- Вілланова-Туло